# CART-Saison 1996
Die CART-Saison 1996 war die 18. Saison der CART-Rennserie und die 75. Meisterschaftssaison im US-amerikanischen Formelsport.

## Hintergrund
Die Saison 1996 war die letzte unter dem Namen Indy Car World Series und die erste, nach der Abspaltung von der Indy Racing League.
Das Auftaktrennen fand am 3. März in Homestead (USA) statt und das Finale wurde am 8. September 1996 in Monterey (Kalifornien) (USA) ausgetragen.

## Saisonverlauf
Das Rennen in Toronto wurde überschattet des tödlichen Unfalls von Jeff Krosnoff, bei dem auch ein Streckenposten sein Leben verlor.
Beim Rennen in Michigan verunfallte Emmerson Fittipaldi, im Krankenhaus stellte man den Bruch des siebten Wirbels fest sowie eine Lungenquetschung. Fittipaldi fährt nach diesem Unfall nie mehr in der CART-Serie Rennen.
Der US-amerikaner Jimmy Vasser sicherte sich den Fahrer-Meistertitel mit drei Rennsiegen. Der zweitplatzierte Michael Andretti gewann zwar sechs Rennen, fuhr während der gesamten Saison aber nicht so konstant in die Punkte wie Vasser.
Mit drei Rennsiegen und dem dritten Rang in der Meisterschaft sicherte sich Alex Zanardi den Titel "Rookie of the Year".

## Teams und Fahrer
| Team                        | Chassis      | Motor            | Reifen | Nr. | Fahrer                | Rennen         |
| --------------------------- | ------------ | ---------------- | ------ | --- | --------------------- | -------------- |
| Brahma Sports Team          | Reynard 96I  | Ford Cosworth XD | G      | 1   | Raul Boesel           | 1–16           |
| Marlboro Team Penske        | Penske PC-25 | Mercedes IC 108C | G      | 2   | Al Unser Jr.          | 1–16           |
| Marlboro Team Penske        | Penske PC-25 | Mercedes IC 108C | G      | 3   | Paul Tracy            | 1–12, 14–16    |
| Marlboro Team Penske        | Penske PC-25 | Mercedes IC 108C | G      | 3   | Jan Magnussen         | 13             |
| Target/Chip Ganassi Racing  | Reynard 96I  | Honda HRH        | F      | 4   | Alex Zanardi          | 1–16           |
| Target/Chip Ganassi Racing  | Reynard 96I  | Honda HRH        | F      | 12  | Jimmy Vasser          | 1–16           |
| Walker Racing               | Reynard 96I  | Ford Cosworth XD | G      | 5   | Robby Gordon          | 1–16           |
| Walker Racing               | Reynard 96I  | Ford Cosworth XB | G      | 15  | Scott Goodyear        | 1–2, 11, 15–16 |
| Walker Racing               | Reynard 96I  | Ford Cosworth XB | G      | 15  | Mike Groff            | 5              |
| Walker Racing               | Reynard 96I  | Ford Cosworth XB | G      | 15  | Fredrik Ekblom        | 6              |
| Newman/Haas Racing          | Lola T96/00  | Ford Cosworth XD | G      | 6   | Michael Andretti      | 1–16           |
| Newman/Haas Racing          | Lola T96/00  | Ford Cosworth XD | G      | 11  | Christian Fittipaldi  | 1–16           |
| Team Scandia                | Lola T96/00  | Ford Cosworth XB | G      | 7   | Marco Greco           | 1–2            |
| Team Scandia                | Lola T96/00  | Ford Cosworth XB | G      | 7   | Eliseo Salazar        | 7, 9, 12–13    |
| Team Scandia                | Lola T96/00  | Ford Cosworth XB | G      | 22  | Carlos Guerrero       | 1–3            |
| Team Scandia                | Lola T96/00  | Ford Cosworth XB | G      | 22  | Michel Jourdain Jr.   | 4, 7–9, 15–16  |
| Hall Racing                 | Reynard 96I  | Honda HRH        | G      | 8   | Gil de Ferran         | 1–16           |
| Hogan Penske Racing         | Penske PC-25 | Mercedes IC 108C | G      | 9   | Emerson Fittipaldi    | 1–12           |
| Hogan Penske Racing         | Penske PC-25 | Mercedes IC 108C | G      | 9   | Jan Magnussen         | 14–16          |
| Galles Racing International | Lola T96/00  | Mercedes IC 108C | G      | 10  | Eddie Lawson          | 1–11           |
| Galles Racing International | Lola T96/00  | Mercedes IC 108C | G      | 10  | Davy Jones            | 12–16          |
| Bettenhausen Motorsports    | Reynard 96I  | Mercedes IC 108C | G      | 16  | Stefan Johansson      | 1–16           |
| Bettenhausen Motorsports    | Penske PC-23 | Mercedes IC 108C | G      | 26  | Gary Bettenhausen     | 6              |
| PacWest Racing Group        | Reynard 96I  | Ford Cosworth XB | G      | 17  | Maurício Gugelmin     | 1–16           |
| PacWest Racing Group        | Reynard 96I  | Ford Cosworth XB | G      | 21  | Mark Blundell         | 1–2, 6–16      |
| PacWest Racing Group        | Reynard 96I  | Ford Cosworth XB | G      | 21  | Teo Fabi              | 4–5            |
| Team Rahal                  | Reynard 96I  | Mercedes IC 108C | G      | 18  | Bobby Rahal           | 1–16           |
| Team Rahal                  | Reynard 96I  | Mercedes IC 108C | G      | 28  | Bryan Herta           | 1–16           |
| Payton/Coyne Racing         | Lola T96/00  | Ford Cosworth XB | F      | 19  | Hiro Matsushita       | 1–16           |
| Payton/Coyne Racing         | Lola T96/00  | Ford Cosworth XB | F      | 34  | Roberto Moreno        | 1–16           |
| Patrick Racing              | Lola T96/00  | Ford Cosworth XD | F      | 20  | Scott Pruett          | 1–16           |
| Arciero-Wells Racing        | Reynard 96I  | Toyota RV8A      | F      | 25  | Jeff Krosnoff         | 1–11           |
| Arciero-Wells Racing        | Reynard 96I  | Toyota RV8A      | F      | 25  | Max Papis             | 13–14, 16      |
| Tasman Motorsports Group    | Lola T96/00  | Honda HRH        | F      | 31  | André Ribeiro         | 1–16           |
| Tasman Motorsports Group    | Lola T96/00  | Honda HRH        | F      | 32  | Adrián Fernández      | 1–16           |
| All American Racers         | Eagle MK-V   | Toyota RV8A      | G      | 36  | Juan Manuel Fangio II | 1–16           |
| All American Racers         | Eagle MK-V   | Toyota RV8A      | G      | 98  | P. J. Jones           | 6–16           |
| Della Penna Motorsports     | Reynard 95I  | Ford Cosworth XB | G      | 44  | Richie Hearn          | 4, 11, 16      |
| Brix Comptech Racing        | Reynard 96I  | Honda HRH        | F      | 49  | Parker Johnstone      | 1–16           |
| Project Indy                | Reynard 95I  | Ford Cosworth XB | G      | 64  | Dennis Vitolo         | 4              |
| Player's/Forsythe Racing    | Reynard 96I  | Mercedes IC 108C | F      | 99  | Greg Moore            | 1–16           |

## Statistik

### Rennergebnisse
| Nr. | Datum         | Rennen / Strecke                                                                            | Distanz (mi) | Pole-Position | Sieger           | Zweiter              | Dritter              | Schnellste Runde     |
| --- | ------------- | ------------------------------------------------------------------------------------------- | ------------ | ------------- | ---------------- | -------------------- | -------------------- | -------------------- |
| 1   | 03. März      | Marlboro Grand Prix of Miami Presented by Toyota (Homestead-Miami Speedway) (O)             | 201,7        | Paul Tracy    | Jimmy Vasser     | Gil de Ferran        | Robby Gordon         | Greg Moore           |
| 2   | 17. März      | Indy Car Rio 400 (Emerson Fittipaldi Speedway) (O)                                          | 247,9        | Alex Zanardi  | André Ribeiro    | Al Unser Jr.         | Scott Pruett         | Gil de Ferran        |
| 3   | 31. März      | Australian Indy Car Grand Prix (Surfers Paradise Street Circuit) (T)                        | 181,6        | Jimmy Vasser  | Jimmy Vasser     | Scott Pruett         | Greg Moore           | Jimmy Vasser         |
| 4   | 14. April     | Toyota Grand Prix of Long Beach (Long Beach Grand Prix Circuit) (T)                         | 166,9        | Gil de Ferran | Jimmy Vasser     | Parker Johnstone     | Al Unser Jr.         | Paul Tracy           |
| 5   | 28. April     | Bosch Spark Plug Grand Prix (Nazareth Speedway) (O)                                         | 200          | Paul Tracy    | Michael Andretti | Greg Moore           | Emerson Fittipaldi   | Emerson Fittipaldi   |
| 6   | 26. Mai       | U. S. 500 (Michigan International Speedway) (O)                                             | 500          | Jimmy Vasser  | Michael Andretti | Greg Moore           | Emerson Fittipaldi   | Alex Zanardi         |
| 7   | 02. Juni      | Miller Genuine Draft 200 (The Milwaukee Mile) (O)                                           | 200          | Paul Tracy    | Michael Andretti | Al Unser Jr.         | Paul Tracy           | Michael Andretti     |
| 8   | 09. Juni      | ITT Automotive Grand Prix of Detroit (Raceway at Belle Isle) (T)                            | 151,2        | Scott Pruett  | Michael Andretti | Christian Fittipaldi | Gil de Ferran        | Christian Fittipaldi |
| 9   | 23. Juni      | Budweiser/G. I. Joe’s 200 Presented by Texaco/Havoline (Portland International Raceway) (P) | 191,1        | Alex Zanardi  | Alex Zanardi     | Gil de Ferran        | Christian Fittipaldi | Alex Zanardi         |
| 10  | 30. Juni      | Medic Drug Grand Prix of Cleveland (Cleveland Street Course) (F)                            | 213,2        | Jimmy Vasser  | Gil de Ferran    | Alex Zanardi         | Greg Moore           | unbekannt            |
| 11  | 14. Juli      | Molson Indy Toronto (Exhibition Place) (T)                                                  | 165,9        | André Ribeiro | Adrián Fernández | Alex Zanardi         | Bobby Rahal          | Alex Zanardi         |
| 12  | 28. Juli      | Marlboro 500 (Michigan International Speedway) (O)                                          | 500          | Jimmy Vasser  | André Ribeiro    | Bryan Herta          | Maurício Gugelmin    | Adrián Fernández     |
| 13  | 11. August    | Miller 200 (Mid-Ohio Sports Car Course) (P)                                                 | 185,8        | Alex Zanardi  | Alex Zanardi     | Jimmy Vasser         | Michael Andretti     | Alex Zanardi         |
| 14  | 18. August    | Texaco/Havoline 200 (Road America) (P)                                                      | 200          | Alex Zanardi  | Michael Andretti | Bobby Rahal          | Alex Zanardi         | Paul Tracy           |
| 15  | 01. September | Molson Indy Vancouver (Concord Pacific Place) (T)                                           | 170,3        | Alex Zanardi  | Michael Andretti | Bobby Rahal          | Christian Fittipaldi | Alex Zanardi         |
| 16  | 08. September | Toyota Grand Prix of Monterey (Laguna Seca Raceway) (P)                                     | 185,7        | Alex Zanardi  | Alex Zanardi     | Bryan Herta          | Scott Pruett         | Alex Zanardi         |

- Erklärung: O: Ovalkurs, T: temporäre Rennstrecke (Stadtkurs), P: permanente Rennstrecke, F: Flugplatzkurs

### Fahrer-Meisterschaft
| Pos. | Fahrer                  | Punkte |
| ---- | ----------------------- | ------ |
| 1.   | Jimmy Vasser            | 154    |
| 2.   | Michael Andretti        | 132    |
| 3.   | Alex Zanardi (R)        | 132    |
| 4.   | Al Unser Jr.            | 125    |
| 5.   | Christian Fittipaldi    | 110    |
| 6.   | Gil de Ferran           | 104    |
| 7.   | Bobby Rahal             | 102    |
| 8.   | Bryan Herta             | 86     |
| 9.   | Greg Moore (R)          | 84     |
| 10.  | Scott Pruett            | 82     |
| 11.  | André Ribeiro           | 76     |
| 12.  | Adrián Fernández        | 71     |
| 13.  | Paul Tracy              | 60     |
| 14.  | Maurício Gugelmin       | 53     |
| 15.  | Stefan Johansson        | 43     |
| 16.  | Mark Blundell (R)       | 41     |
| 17.  | Parker Johnstone        | 33     |
| 18.  | Robby Gordon            | 29     |
| 19.  | Emerson Fittipaldi      | 29     |
| 20.  | Eddie Lawson (R)        | 26     |
| 21.  | Roberto Moreno          | 25     |
| 22.  | Raul Boesel             | 17     |
| 23.  | Juan Manuel Fangio II   | 5      |
| 24.  | Jan Magnussen (R)       | 5      |
| 25.  | Scott Goodyear          | 5      |
| 26.  | P. J. Jones             | 4      |
| 27.  | Max Papis (R)           | 4      |
| 28.  | Hiro Matsushita         | 3      |
| 29.  | Richie Hearn (R)        | 3      |
| 30.  | Eliseo Salazar          | 2      |
| 31.  | Davy Jones              | 1      |
| 32.  | Marco Greco             | 1      |
| 33.  | Carlos Guerrero         | 0      |
| 34.  | Mike Groff              | 0      |
| 35.  | Jeff Krosnoff (R)       | 0      |
| 36.  | Teo Fabi                | 0      |
| 37.  | Michel Jourdain jr. (R) | 0      |
| 38.  | Dennis Vitolo           | 0      |
| 39.  | Gary Bettenhausen       | 0      |
| 40.  | Fredrik Ekblom (R)      | 0      |

(R) = Rookie

### Rookie des Jahres
| Pos. | Fahrer              | Punkte |
| ---- | ------------------- | ------ |
| 1.   | Alex Zanardi        | 132    |
| 2.   | Greg Moore          | 84     |
| 3.   | Mark Blundell       | 41     |
| 4.   | Eddie Lawson        | 26     |
| 5.   | Jan Magnussen       | 5      |
| 6.   | P. J. Jones         | 4      |
| 7.   | Max Papis           | 4      |
| 8.   | Richie Hearn        | 3      |
| 9.   | Jeff Krosnoff       | 0      |
| 10.  | Michel Jourdain jr. | 0      |
| 11.  | Fredrik Ekblom      | 0      |

### Nationen-Cup
| Pos. | Nation             | Punkte |
| ---- | ------------------ | ------ |
| 1.   | Vereinigte Staaten | 292    |
| 2.   | Brasilien          | 212    |
| 3.   | Italien            | 132    |
| 4.   | Kanada             | 114    |
| 5.   | Mexiko             | 71     |
| 6.   | Schweden           | 43     |
| 7.   | England            | 41     |
| 8.   | Argentinien        | 5      |
| 9.   | Dänemark           | 5      |
| 10.  | Japan              | 3      |
| 11.  | Chile              | 2      |

### Motoren-Cup
| Pos. | Hersteller | Punkte |
| ---- | ---------- | ------ |
| 1.   | Honda      | 292    |
| 2.   | FordXB     | 252    |
| 3.   | Mercedes   | 214    |
| 4.   | Toyota     | 9      |

### Konstrukteurs-Cup
| Pos | Hersteller | Punkte |
| --- | ---------- | ------ |
| 1.  | Reynard    | 295    |
| 2.  | Lola       | 266    |
| 3.  | Penske     | 145    |
| 4.  | Eagle      | 9      |